# Карнавал на Мамояда
Карнавалът на Мамояда (на италиански: Carnevale di Mamoiada) е едно от най-известните и древни фолклорни събития на о-в Сардиния, Италия, и се провежда ежегодно в градчето Мамояда. Непознат на света до 50-те години на миналия век, впоследствие придобива известност благодарение на маските на Мамутоните и Исохадорите – сега символ на целия остров.
Карнавалът започва oфициално на 17 януари с празника на Свети Антоний Абат и продължава няколко седмици до кулминацията с парадите в неделя и в Дебелия вторник. Цялото население се включва в празника със спонтанни маскаради и народни носии. Центърът на карнавала е главният градски площад, където жителите изпълняват традиционното хоро – социален ритуал с добре дефинирани правила, нарушавани само от преминаването на маските. Площадът спира при прохода и всичко става почти неподвижно, където единственото движение е това на мамутоните и исохадорите и единствените звуци, които доминират над всичко, са тези на кравешките звънци.
Традиционни сладкиши и вино Cannonau са неразделна част от празника и се предлагат на жителите и на посетителите. Виното винаги е било важен елемент в традиционните церемонии и празници. 
През 2024 г., в парада на 11 и 13 февруари, участват и български маски.

## Маски
- Mamuthones: мъже с лица, покрити с черна маска с груби черти, облечени в тъмни кожи и снабдени с кравешки звънци, висящи на гърбовете им. Те се появяват за първи път на 17 януари по случай празника на Свети Антоний, веднага след това в неделя и вторник на карнавала на Мамояда. Днес те са и атракция на много фолклорни фестивали в други страни на острова и по света.[3][4] Тялото на мамутона е покрито с черна козя кожа (mastruca), докато гърбът му е украсен с поредица от звънци (carriga), подобно на нашите кукери.
- Issohadores : мъже, облечени в червени корсажи (curittu), бели маски, шапка (sa berritta ), бели панталони (cartzas или cartzones), презрамка от бронзови звънчета (sonajolos), шалче (s'issalletu), и ласо (so'a). Те ескортират Mamuthones . Те хващат с ласото млади жени като знак за добро здраве и плодородие. Някога собствениците на земя са били залавяни, за да им пожелаят успешна година и, за да се отплатят за получената чест, са отвеждали цялата група в дома си и са ѝ предлагали вино и сладкиши. Днес фокусът често е върху местните власти, но намерението остава непроменено. [5] [6]

## Парад
Парадът е развива на два паралелни линии, напредвайки бавно, представяйки се на публиката в красива, почти хипнотична атмосфера. Ттрадиционно е съставен от група от дванадесет мамутони и осем исохадори и продължава от следобеда до късно вечерта.
Мамутоните чрез раменна тяга завъртат тялото веднъж надясно и веднъж наляво; това синхронизирано движение в две стъпки произвежда единичен, силен шум от звънци. От време на време водачът на исохадорите, с жест, едновременно извършва три бързи скока върху себе си, докато другите исохадори, много подвижни, с ласо, хвърлени в тълпата, улавят млади жени като знак за добра предпоставка за добро здраве и плодовитост; В миналото собствениците на земя са били залавяни, за да им пожелаят добра реколта, които в знак на благодарност са канели цялата група в дома си. За разлика от исохадорите, които могат да обменят думи с тълпата, мамутоните запазват мълчание по време на парада.